# Slite sjöfartsmuseum

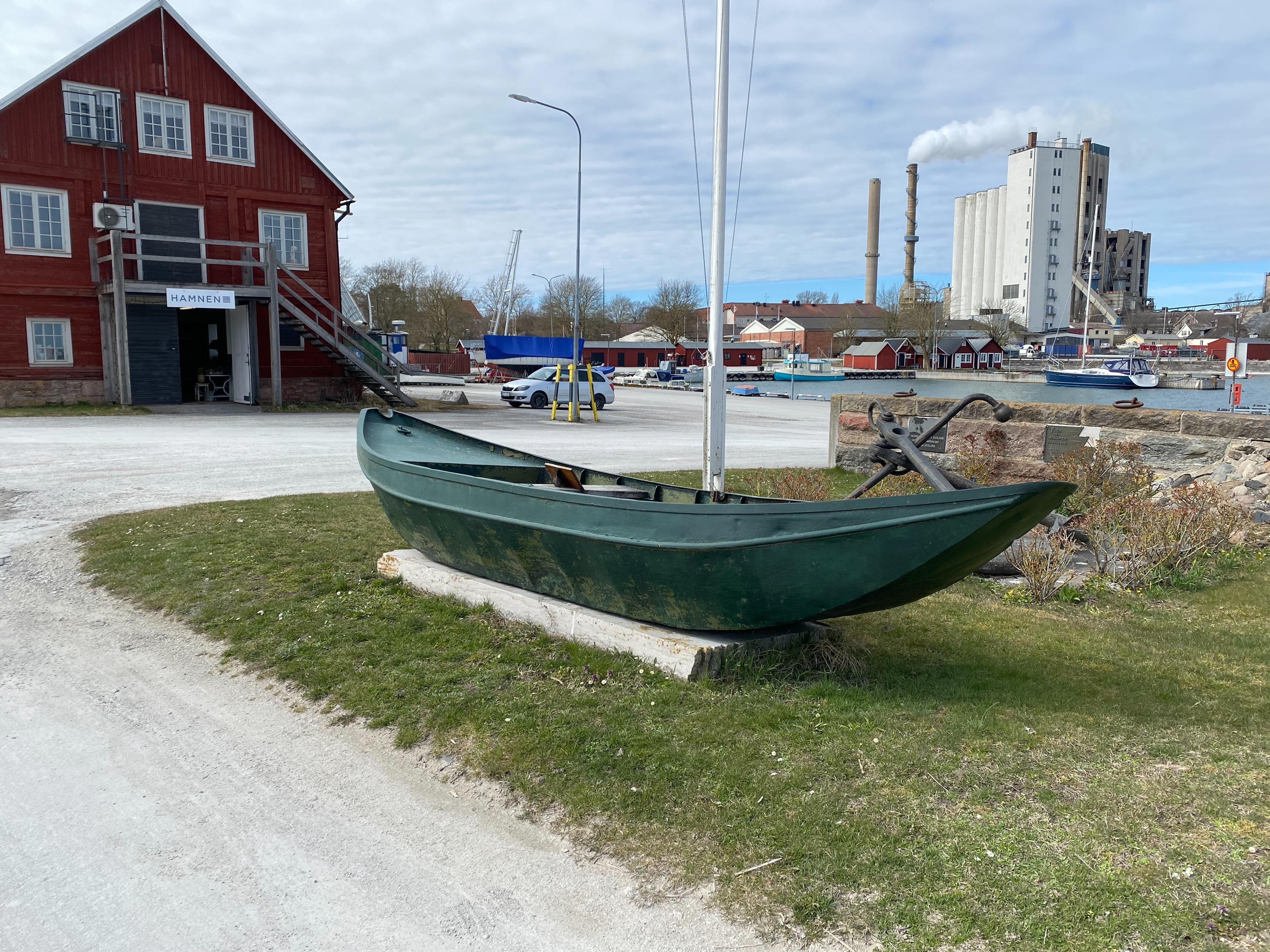
Flyktingbåt i plåt från andra världskrigets slutskede, som ursprungligen var en tysk militärbåt för flodöcergångar, i Slite hamn, nära Slite sjöfartsmuseum. Minnesmärket över båtflyktingarna från Baltikum skymtar till höger i bilden.

Slite sjöfartsmuseum är ett arbetslivsmuseum, som ligger i en tidigare varvsbyggnad i Slite hamn i Slite på Gotland och som samlar, bevarar och visar föremål och berättelser beträffande Gotlands, och särskilt Slites, sjöfartshistoria. 
Slite sjöfartsmuseum etablerades 1998 och är utgör en sektion av Boge-Othems hembygdsförening, med egen styrelse och ekonomi.
Museet har anlagt ett monument nära museet till minne av flyktingströmmen från Baltikum i slutskedet av andra världskriget. Det har också ansvar för att bevara det tidigare varvets slip, som också fortfarande används för att dra upp fartyg.
Museet äger den gotländska tvåmänningen Hermanna, en gotlandssnipa som byggdes för lotsen Ernst Högberg.